# Andrea Moda Formula
Andrea Moda Formula fue equipo italiano de Fórmula 1, compitió la temporada 1992, en la cual solo logró clasificar a un Gran Premio.

## Historia
A finales de la temporada 1991, Enzo Coloni anunciaba que su equipo había sido comprado por 8 millones de liras, y el comprador resultó ser Andrea Sassetti, un rico empresario del calzado. La venta parecía una maniobra publicitaria del ostentoso Sassetti. Sin embargo el equipo fue rebautizado como Andrea Moda Formula aunque seguía utilizando los chasis C4 de Coloni, sustituyendo el motor Cosworth DFR V8 por un Judd V10 y montando una caja de cambios Dallara y así nacía el Coloni C4B. Contrató a dos pilotos italianos, Alex Caffi, expiloto de Arrows, y Enrico Bertaggia que había estado en Coloni en 1989 sin conseguir clasificarse en ninguna carrera.
El primer problema surgió en el GP inaugural en Sudáfrica, con los viejos Coloni C4 repintados de negro. Sin embargo la FISA consideraba que Andrea Moda era técnicamente un nuevo equipo, y por lo tanto debía pagar 100.000 dólares que se exigía como fianza a los debutantes. Sassetti argumentaba que había comprado el equipo Coloni y le había dado un nuevo nombre. Además, hubo precedentes años anteriores, como eran los casos de March (Leyton House), Arrows (Footwork), Osella (Fondmetal) o Larrousse (Venturi) que no habían pagado la fianza. A pesar de llevar los monoplazas a Kyalami los comisarios decidieron que Sassetti había comprado el material de Coloni pero no había comprado los derechos del equipo y por lo tanto si no pagaba la fianza no podía correr.
Se complicó más el conflicto cuando la FISA avisó a Sassetti que no podía competir con el mismo coche que había participado con Coloni. Se decidió por ello contactar con Nick Wirth de Simtek Research para comprar los diseños del monoplaza que BMW había encargado en su abortada entrada a F1 el año anterior. En dos semanas se construyeron los dos chasis S921 con la ayuda de otros equipos, y con la condescendencia del propio Max Mosley, que era accionista de Simtek. Los bastidores estuvieron preparados a tiempo para volar a México, pero Sassetti retiró al equipo antes de que la precalificación comenzara, citando circunstancias atenuantes causadas por retrasos de carga. No gustó la retirada a quienes había apoyado la participación de Andrea Moda, ni tampoco a los pilotos Caffi y Bertaggia, que criticaron a Sassetti, este los despidió inmediatamente y para Brasil contrató a Roberto Moreno y Perry McCarthy.
En el GP de Brasil la superlicencia de McCarthy fue revocada antes de la precalificación en Interlagos. Moreno era por lo tanto la única participación de S921 aunque estaba alrededor de 15 s por encima de la precalificación. Mientras tanto,  Bertaggia se acercó de nuevo al equipo, después de haber conseguido 1 millón de dólares en fondos de patrocinio. Sasseti quería que regresara en lugar de McCarthy, pero la FIA bloqueó cualquier cambio en el conductor después de las travesuras anteriores del equipo. Amargado por la pérdida de fondos, desde allí Sassetti comenzó la hostilidad hacia McCarthy y concentró los recursos del equipo en Moreno.
En España, Moreno consiguió dar apenas 4 vueltas y McCarthy debutó en la precalificación recorriendo apenas 18 metros antes de romper el motor. En el Gran Premio de San Marino McCarthy dio 7 vueltas seguidas pero tampoco mejoraron las cosas ya que ninguno paso la clasificación, pero en Mónaco, la rotura del motor del Venturi de Ukyō Katayama le permitió a Moreno pasar la precalificación, y en la calificación se colocó por delante de los Brabham, del Fondmetal de Andrea Chiesa y del March de Paul Belmondo, podía participar en la carrera en la que duró 11 vueltas.
En el Gran Premio de Canadá los motores no llegaron. Consiguieron un motor prestado de Brabham pero no se precalificó. En Francia las cosas fueron aun peores, el camión del equipo se quedó bloqueado por una huelga de camioneros franceses (el único equipo que no logró llegar a Magny-Cours). Luego de no participar en Francia, varios patrocinadores dejaron el equipo, Sasseti se vería obligado a financiar el equipo por su cuenta. Normalmente el coche de McCarthy era relegado a un coche de reserva para Moreno, mientras que McCarthy recibió un pésimo tratamiento por parte del equipo. En Silverstone se da un nuevo episodio de desorganización, Moreno hace unas vueltas con gomas de mojado por la lluvia nocturna, luego se cambian los neumáticos y se los ponen al coche de McCarthy pero la pista ya estaba seca, el tiempo del inglés es al final 16 segundos más lento que el del brasileño que de todas formas no pudo pasar el corte. En Hockenheimring el coche de McCarthy es descalificado por no pasar por el test de peso y Moreno no precalifica. En Hungría, Moreno consigue pasar la precalificación pero no consigue calificar, mientras que Sassetti impide que McCarthy dé una vuelta de precalificación obligándolo salir 45 segundos antes de que finalizara la sesión, debido a esto, la FISA da un ultimátum sobre la situación del segundo coche del equipo, exigiendo al equipo que sus dos coches participaran o serían expulsados del campeonato por desacreditar el deporte.
En el GP de Bélgica, se les garantizó la entrada en la calificación a los dos autos de Andrea Moda, por el retiro de Brabham. Esto reduce la lista de entradas a 30 automóviles, eliminando la necesidad de una sesión de precalificación. En calificación, los autos de Andrea Moda fueron los más lentos en la pista, con Moreno y McCarthy 14 segundos y 24 segundos más lento que la pole; no calificaron para competir. Pero hubo una cosa más; en clasificación Andrea Moda mandó a pista a McCarthy con una dirección rota y el equipo lo sabía y su dirección se congeló en Eau Rouge. Por suerte McCarthy evito un choque colosal. Luego sucede la detención por parte de la policía belga de Sassetti acusado de fraude. Con esto, el equipo fue definitivamente excluido del campeonato por el motivo de llevar el deporte al descrédito. El equipo apareció en Monza para el GP de Italia de ese año pero su entrada al paddock fue impedida por las autoridades.
Después el S921 se usó como base para un intento de ingresar a Fórmula 1 en 1993, denominado Bravo F1 y dirigido por Nick Wirth y Adrián Campos. El proyecto fracasó y se abandonó. Pero Nick Wirth siguió por su lado y llevó a Simtek Research como constructor en 1994.

## Resultados

### Fórmula 1
(Clave) (negrita indica pole position) (cursiva indica vuelta rápida)

| Año     | Chasis   | Motor           | Neu. | N.º | Pilotos          | 1   | 2   | 3    | 4    | 5    | 6    | 7    | 8   | 9    | 10   | 11   | 12  | 13  | 14  | 15  | 16  | Puntos | Pos. |
| ------- | -------- | --------------- | ---- | --- | ---------------- | --- | --- | ---- | ---- | ---- | ---- | ---- | --- | ---- | ---- | ---- | --- | --- | --- | --- | --- | ------ | ---- |
| 1992    | C4B S921 | Judd GV 3.5 V10 | G    |     |                  | RSA | MEX | BRA  | ESP  | SMR  | MON  | CAN  | FRA | GBR  | GER  | HUN  | BEL | ITA | POR | JPN | AUS | 0      | NC   |
| 1992    | C4B S921 | Judd GV 3.5 V10 | G    | 34  | Alex Caffi       | EX  | DNP |      |      |      |      |      |     |      |      |      |     |     |     |     |     | 0      | NC   |
| 1992    | C4B S921 | Judd GV 3.5 V10 | G    | 34  | Roberto Moreno   |     |     | DNPQ | DNPQ | DNPQ | Ret  | DNPQ | DNP | DNPQ | DNPQ | DNQ  | DNQ |     |     |     |     | 0      | NC   |
| 1992    | C4B S921 | Judd GV 3.5 V10 | G    | 35  | Enrico Bertaggia | EX  | DNP |      |      |      |      |      |     |      |      |      |     |     |     |     |     | 0      | NC   |
| 1992    | C4B S921 | Judd GV 3.5 V10 | G    | 35  | Perry McCarthy   |     |     | DNP  | DNPQ | DNPQ | DNPQ | DNP  | DNP | DNPQ | EX   | DNPQ | DNQ |     |     |     |     | 0      | NC   |
| Fuente: |          |                 |      |     |                  |     |     |      |      |      |      |      |     |      |      |      |     |     |     |     |     |        |      |

## Legado
La historia de Andrea Moda será editada para la publicación de un vídeodocumental, titulado Last and Furious.